# Guerrière amazone
Pour les articles homonymes, voir Amazone.
 (janvier 2016).
Si vous disposez d'ouvrages ou d'articles de référence ou si vous connaissez des sites web de qualité traitant du thème abordé ici, merci de compléter l'article en donnant les références utiles à sa vérifiabilité et en les liant à la section « Notes et références ».

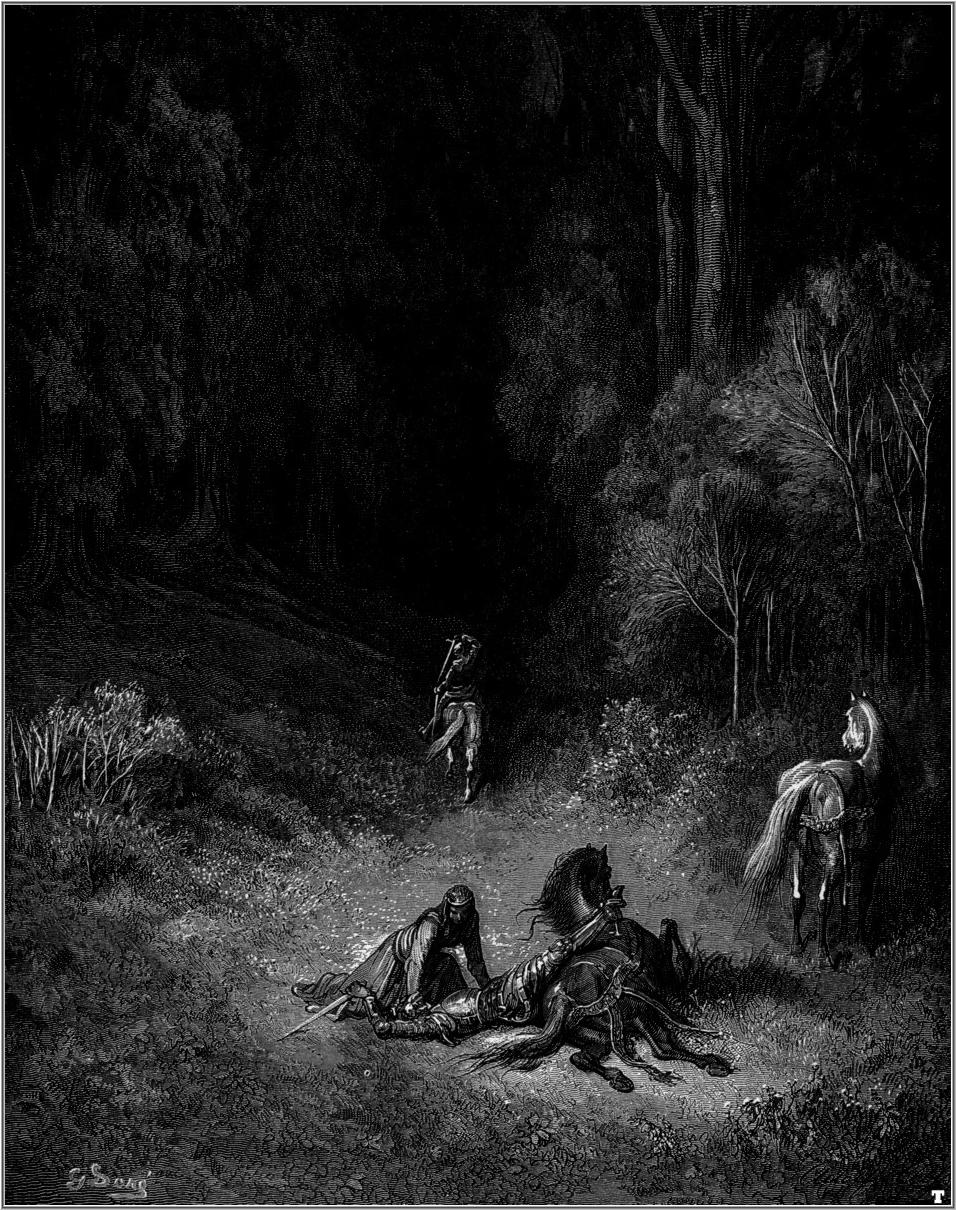
Bradamante descend de cheval après avoir fait mordre la poussière à un chevalier (Orlando Furioso)
Illustration de Gustave Doré.

La guerrière amazone est un archétype féminin puisant son inspiration dans la mythologie grecque en revisitant le mythe des amazones. Elle se distingue par une personnalité marquée et indépendante, déterminée à atteindre ses objectifs en se positionnant aux antipodes des rôles que la discrimination sexuelle a attribués aux femmes dans le cadre du modèle social traditionnel du patriarcat. La guerrière amazone se bat dans les guerres ou effectue des travaux de force. Elle évolue dans des univers d'heroic fantasy ou de reconstitution historique médiévale épique dans lesquels ses talents physiques peuvent être remarqués.
Elle fut popularisée dans les fictions des années 1970 accompagnant l'explosion du mouvement féministe dans la civilisation occidentale.

## Historique
Le mouvement féministe amène les productions médiatiques à se mettre au diapason des demandes du public. Elles introduisent ainsi graduellement la guerrière amazone en repoussant le stéréotype de la demoiselle en détresse, démodé car trop passif et lié à un protecteur masculin. Ainsi, lorsque survient une situation physique ou armée, la guerrière amazone se mesure au héros du récit (ou à un autre personnage secondaire si elle est l'héroïne), d'où l'utilisation du titre « guerrière ».

## Définition
La guerrière amazone se distingue du garçon manqué et de la femme fatale par le fait que sa participation aux rôles traditionnellement masculins ne l'empêche pas de rester très féminine, sans pour autant n'utiliser que ses charmes pour arriver à ses fins.

## Personnages représentatifs

### Bande dessinée
- Kriss de Valnor dans les bandes dessinées Thorgal,
- Laureline dans les bandes dessinées Valérian et Laureline,
- Red Sonja ou Sonia la Rousse : guerrière amazone rousse, développée par les auteurs ayant repris l'œuvre d'Howard : elle devient, dans les comics édités par Marvel, l'équivalent féminin pour Conan le Barbare
- Sheena, reine de la jungle, personnage de comics, équivalent féminin de Tarzan
- Wonder Woman : personnage de DC Comics, fille de la reine amazone Hippolyte et archétype de la super-héroïne
- D'autres personnages de comics, comme Elektra, Supergirl, Miss Hulk, Miss Marvel, Power Girl, Hit-Girl, etc.
- Dans le manga One Piece, il existe une ile nommée Amazone Lilly où ne vivent exclusivement que des femmes et où tout homme qui y pénètre est impitoyablement exécuté.

### Cinéma et télévision
- Alice Prospero dans les films de la franchise Resident Evil
- Barbarella : campée par l'actrice Jane Fonda et qui reprend les thèses féministes, le film est curieusement une étrange succession de situations machistes, illustrant par cela le mécanisme qu'a libéré la révolution sexuelle associée à la liberté d'expression.
- Buffy Summers dans la série Buffy contre les vampires, jeune lycéenne qui a reçu le pouvoir et la tâche de combattre les vampires et les démons
- Ellen Ripley dans la saga Alien
- Lara Croft dans les films de la franchise Tomb Raider
- Lexa dans la série télévisée The 100
- Sarah Walker de la série télévisée américaine Chuck.
- Xena, la princesse guerrière, héroïne de la série télévisée néo-zélandaise éponyme

### Jeux vidéo
- Dans le jeu vidéo Diablo II, l'un des avatars jouables, « amazone », est une guerrière spécialisée dans les combats à l'arc et à la lance,
- Les Gerudos, peuplade à laquelle appartient l'antagoniste, Ganon, présente dans les jeux vidéo Ocarina of Time et Majora's Mask de la série The Legend of Zelda,
- Lara Croft dans la série de jeux vidéo Tomb Raider.
- Samus Aran dans la série de jeux vidéo Metroid.
- Bayonetta

### Littérature
- Margaret d'Urbs, alias La Flamme noire (The Black Flame), dans la première partie (Dawn Of Flame) du roman post-apocalyptique de Stanley G. Weinbaum, où un parallèle est établi entre ce personnage et la reine guerrière Sémiramis. Ce roman inspira les mouvements féministes américains
- Tous les personnages féminins - tels que Rachilde, Isolde, Adalberte, Helga - des « romances gynarchistes » de Faustine Flauberge.

### Personnage historique
- Céleste Bulkeley, combattante vendéenne, membre de l'armée de Charette lors de la guerre de Vendée.
- Marie-Jeanne Schellinck, personnalité militaire entre 1792 et 1808.
- Marie-Thérèse Figueur, célèbre femme-soldat française entre 1793 et 1815.
- Renée Bordereau, combattante lors des guerres de Vendée.
- Eugénie Renique (1780-1836), célèbre cavalière, maîtresse du Maréchal Masséna, parcourant les champs de bataille en sa compagnie.

### Politique
- Amazones (Kadhafi)